# Битва під Асперном
Битва під Асперном, Асперн-Есслінзька битва — битва, в якій Наполеон спробував непомітно для противника переправитися через Дунай. Але йому це не вдалося. Ерцгерцог Карл атакував солдатів наполеонівської армії, що переправлялися. Ця битва була першою серйозною невдачею Наполеона на полі бою (окрім Сирійського походу, облоги Сен-Жан д'Акра), однак фактично він не був розбитий, а після битви обидві сторони повернулися на початкові позиції.

## Підготовка до битви
13 травня 1809 Наполеон увійшов до Відня. Але протриматися там довго не зміг. Буквально через кілька днів після захоплення Відня австрійці мобілізували нові сили і готувалися помститися за свою столицю. Наполеон, знаючи про це, вирішив форсувати Дунай до приходу австрійської армії, тим самим заставши противника зненацька. За його планом французькі війська мали до приходу австрійців побудувати кілька мостів, переправитися на інший берег Дунаю, влаштуватися там, потім раптовим фронтальним ударом розбити австрійців. У ніч з 19 на 20 травня французькі солдати зайняли острів Лобау. Сапери французької армії дивом встигли перекинути за одну ніч (проти 20 травня) кілька мостів через Дунай. Опівдні 20 травня французька армія почала переправу. До вечора 20 травня французи зуміли переправити на лівий берег Дунаю 24—30 тис. осіб при 60 гарматах. Ці війська зуміли захопити Асперн і Есслінг. Австрійські війська перебували в цей час поруч із військами Наполеона. Але Карл, який мав на той час 90 тис. солдатів, не поспішав нападати на французів, як того очікував Наполеон. Розгорнувши близько 200 гармат, Карл став вичікувати.

## Хід битви

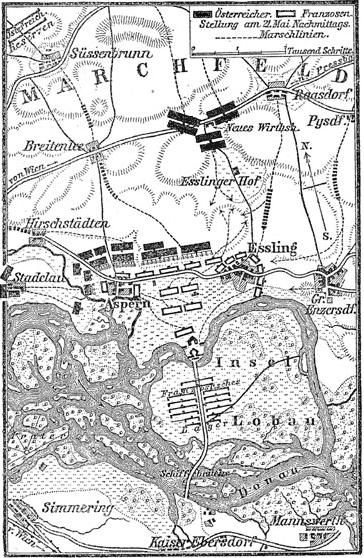
План позицій у день битви. Французи білі, австрійці чорні

Коли приблизно 40—45 тис. солдат французької армії опинилася на його березі, ерцгерцог Карл наказав артилерії відкрити вогонь по мостах. Деякі мости, якими переправлялися французи, були надламані і знесені неспокійними в цей час водами Дунаю. Це лише злегка ускладнило переправу решти військ Наполеона. Значно більші проблеми виникли через надлом головного моста, зруйнованого розливом Дунаю, що призвело до неможливості переправи решти армії Наполеона з Лобау.
У цей час війська Карла в жорстокій битві вибили французів з Асперна, але Есслінг, обороною якого керував Жан Буде, їм захопити поки не вдавалося (пізніше за виявлену стійкість генерал отримає від Наполеона маєток і графський титул).
Французи кілька разів штурмували Асперн, але щоразу відступали, зазнавши великих втрат. Австрійці й собі штурмували Есслінг, але також без успіху. Тільки ніч зупинила цю бійню. Австрійці укріпилися в Асперні, французи в Есслінгу. Протягом ночі Наполеон наказав відновити зруйнований бурхливою річкою головний міст. Вранці 22 травня Наполеон разом з підкріпленням переправився з Лобау на лівий берег Дунаю і зумів зібрати в Есслінгу до 70 тис. солдатів при 114 гарматах. Сили австрійців до цього часу досягли 105 тис. солдатів з 288 гарматами. З першими променями сонця французький імператор наказав почати штурм Асперна. Згодом це селище переходило з рук у руки 10 разів. Під Есслінгом також зав'язалися бої. Наполеон наказав атакувати масованим ударом по центру австрійські війська, розташовані біля Асперна. На цю атаку він покладав великі надії. Австрійці здригнулися, побачивши, яким рівним ладом йдуть французи на них, не боячись ні куль, ні ядер. Але в цей час на полі бою з'явився сам ерцгерцог Карл. Він із прапором у руках повів своїх солдатів в атаку. В цей же час у бій вступили резерви австрійської армії — елітні гренадерські батальйони. Французькі частини потрапили під щільний рушничний і артилерійський вогонь австрійської армії. Маршал Лан, який очолював атаку французів, був смертельно поранений. Французів відкинули назад, проте всі наступні атаки австрійців французи відбили. У цей час головний міст знову був зруйнований. Руйнування головного мосту майже позбавило французів підходу нових підкріплень і регулярного підвезення боєприпасів з Лобау. За цих обставин Наполеон не бачив можливості втриматися на лівому березі. З настанням темряви, коли атаки австрійців припинилися, він дав наказ відступати на острів Лобау по невеликих мостах, що залишилися. Відступом військ керував Массена, і зробив це він досить вміло. Австрійці не переслідували ворога, що дозволило деяким частинам французької армії провести ніч на полі бою. Трофеї, що дісталися австрійцям, були нікчемними.

## Підсумок

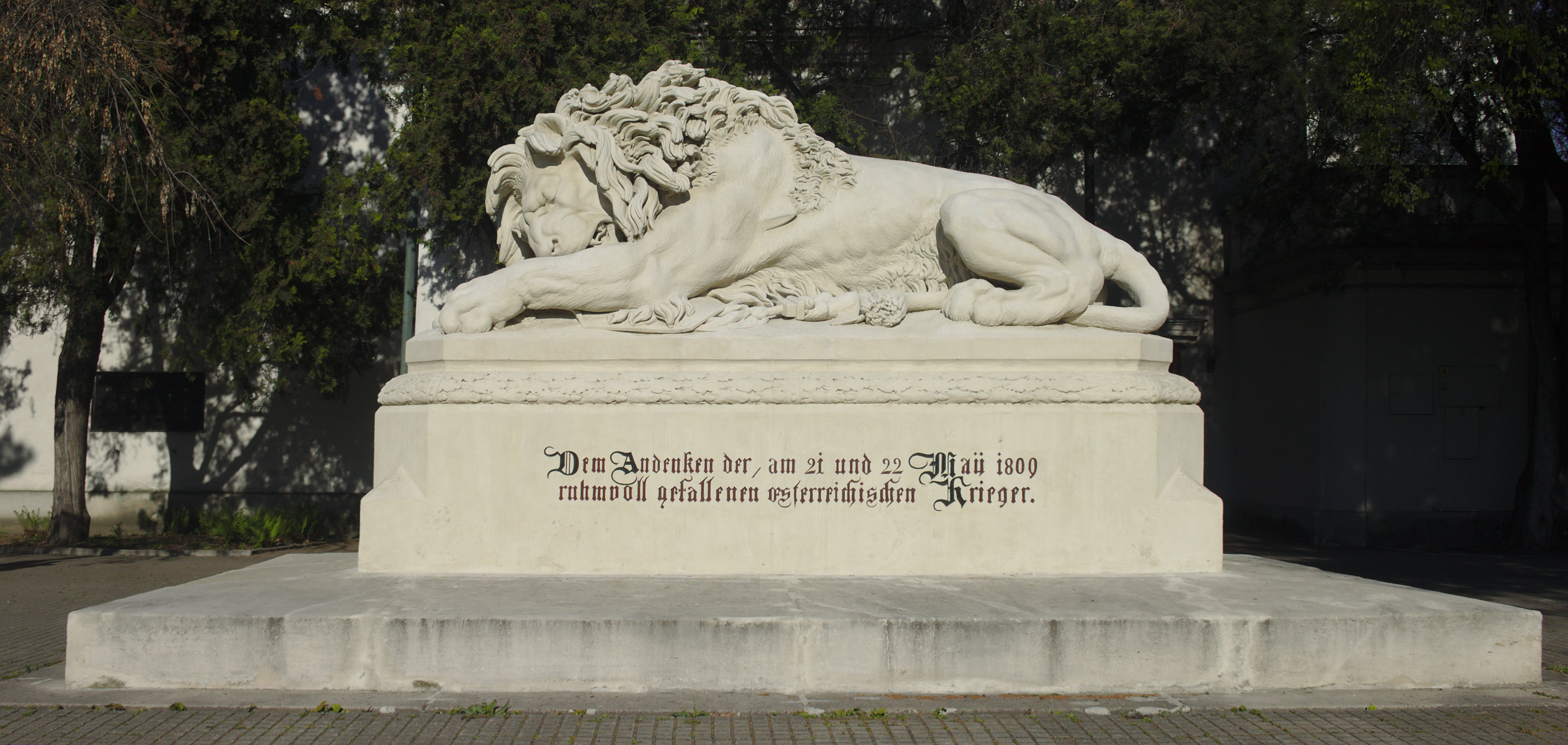
«Аспернський лев»

Наполеон казав, що він з власної волі відступив з поля бою. Але правду приховати не вдалося. До Парижа докотилася сумна звістка про невдачу Наполеона в Асперн-Есслінзькій битві. Після цієї битви виникла реальна загроза того, що на боці австрійців виступить Пруссія. Проте Карл не наважився нав'язувати французам нову битву. Його війська дуже втомилися, у них закінчувалися боєприпаси. Він залишився стояти на рівнині Мархфельд, де розташовані Асперн і Есслінг. Він був радий тому, що «розбив» непереможного Наполеона. Сам Наполеон почав розробляти новий план форсування Дунаю. Ця битва була першою серйозною поразкою Наполеона на полі бою.

## Пам'ять
У 1809—1813 роках на горі у Віденському лісі споруджено Храм гусарів (будівлю-пам'ятник), присвячений полеглим у битві. 1858 року на площі перед церквою Святого Мартіна в Асперні, що опинилася в центрі битви, встановлено скульптуру роботи Антона Домініка Фернкорна «Аспернський лев» — пам'ятник полеглим австрійським солдатам.